# 鳴神山
鳴神山（なるかみやま）は、群馬県桐生市にある、標高980mの山である。

## 概要
桐生市北部の梅田町と川内町にまたがる。桐生岳、仁田山岳から構成される。古くから山岳信仰の対象とされ、山頂付近には雷神岳神社が鎮座する。
西側に駒形（鳴神山登山口）、東側に大滝（鳴神山登山口）がある。東の高沢口（梅田南小前）から大滝（鳴神山登山口）を通って鳴神山山頂、さらに山頂から南への尾根の縦走路（吾妻山方面）が鳴神吾妻ハイキングコースとなっている。
ミズナラ、クヌギ、クリなどの天然林が広がり、カッコソウ、ナルカミスミレ、ヤシオツツジ、ニリンソウ、ハコネサンショウウオなどの動植物が分布する。豊富な自然環境を有していることから、群馬県の自然環境保全地域に指定されている。

## ギャラリー

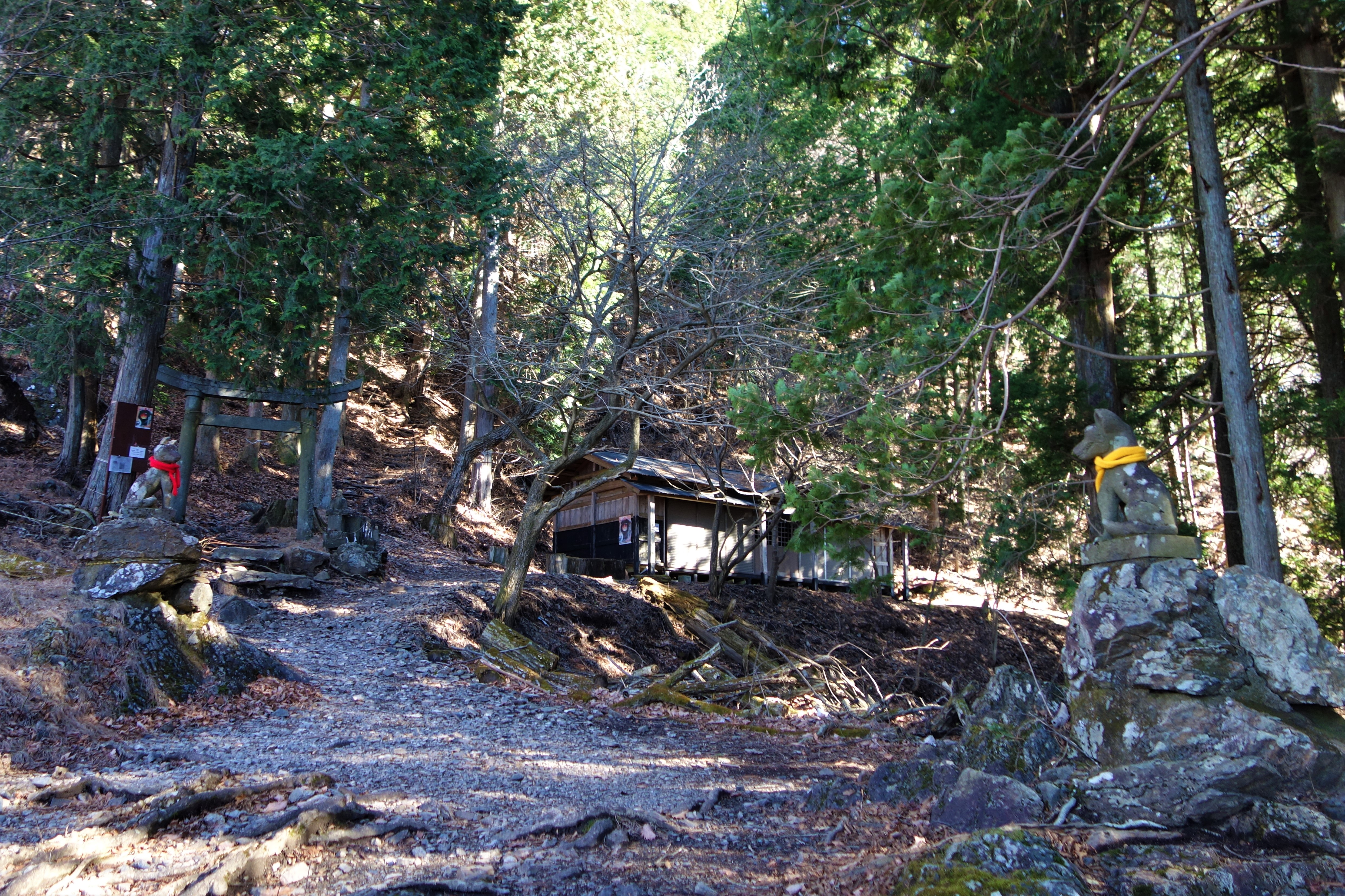
山頂直下の雷神岳神社
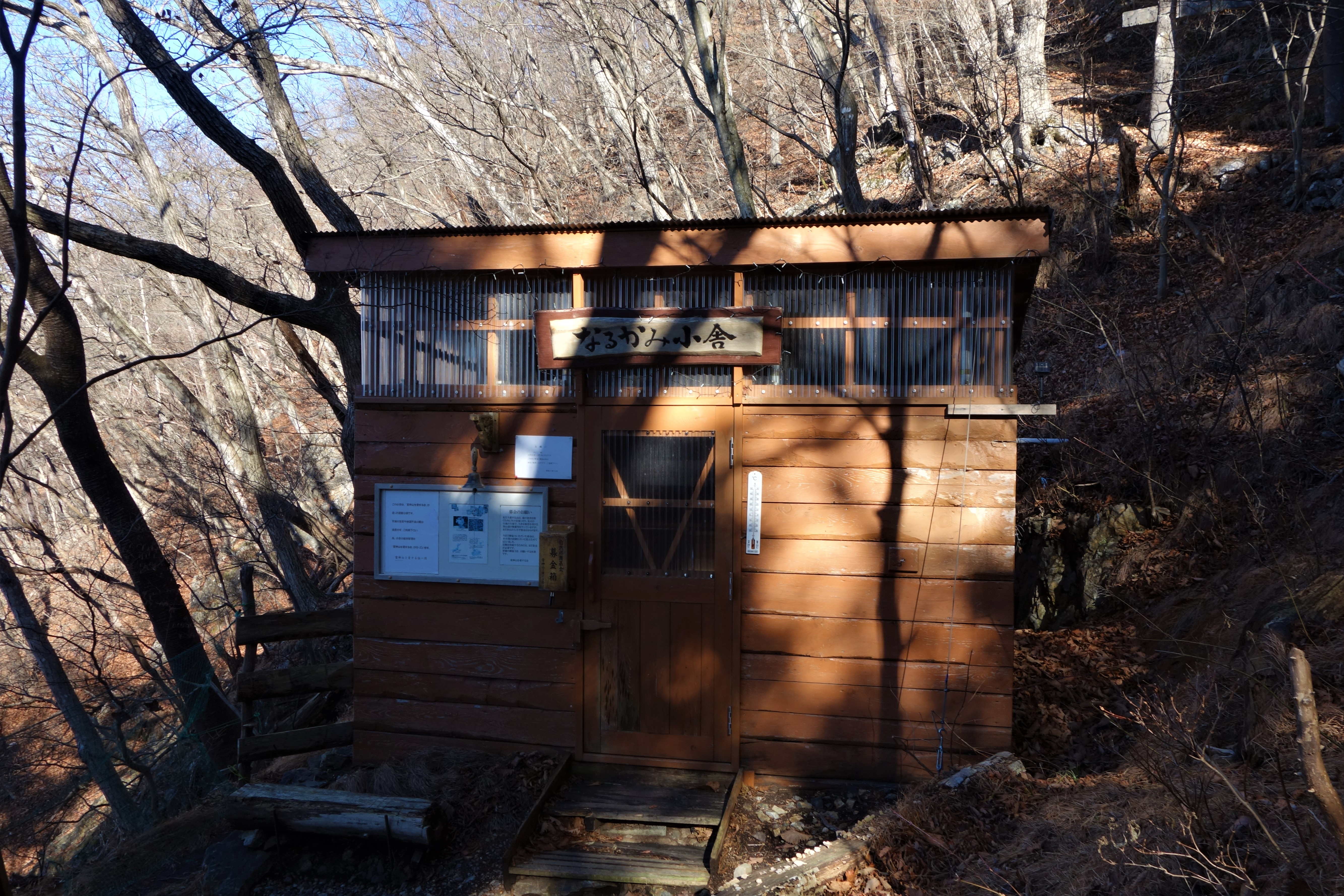
山頂直下のなるかみ小舎
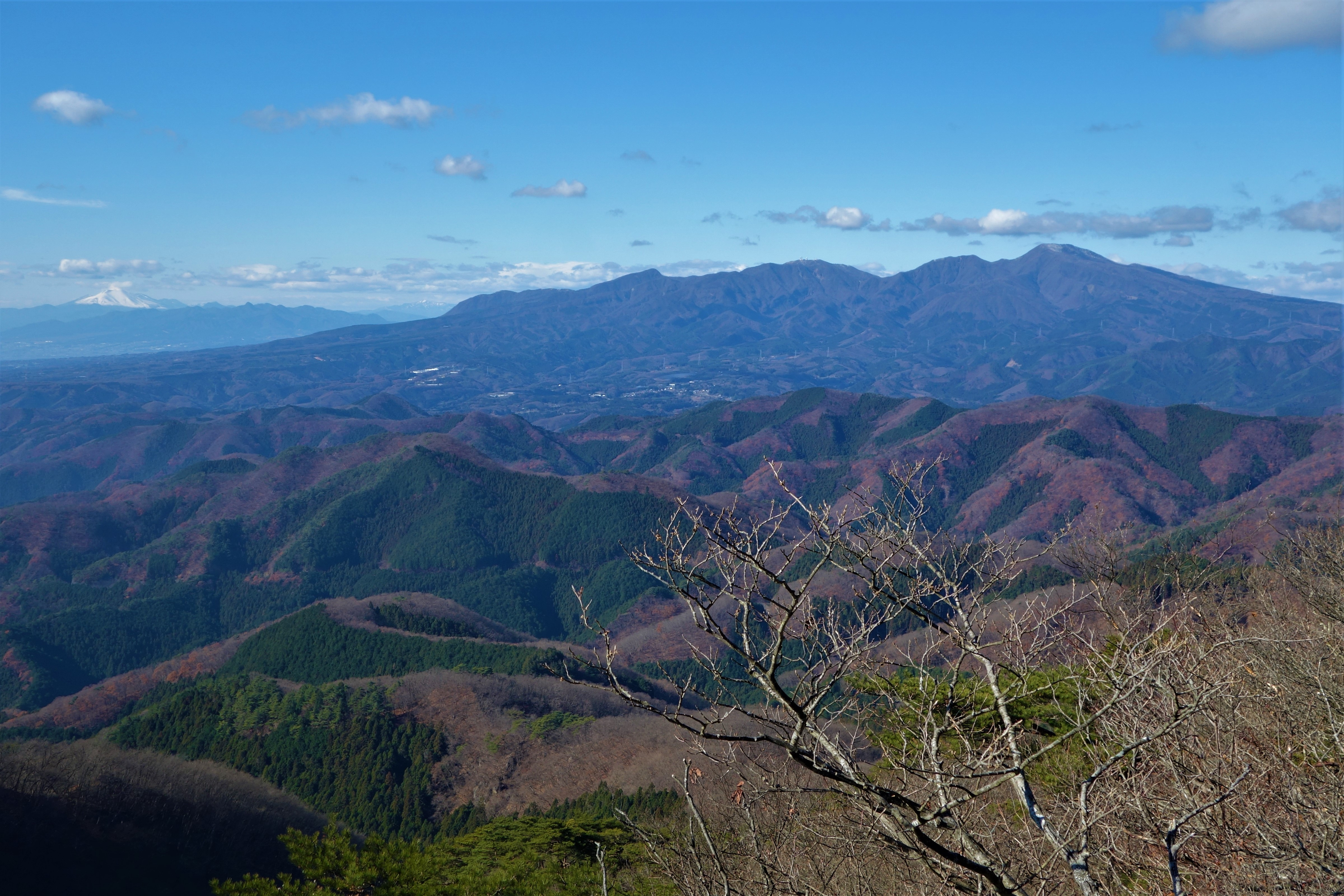
第一展望台から浅間山と赤城山
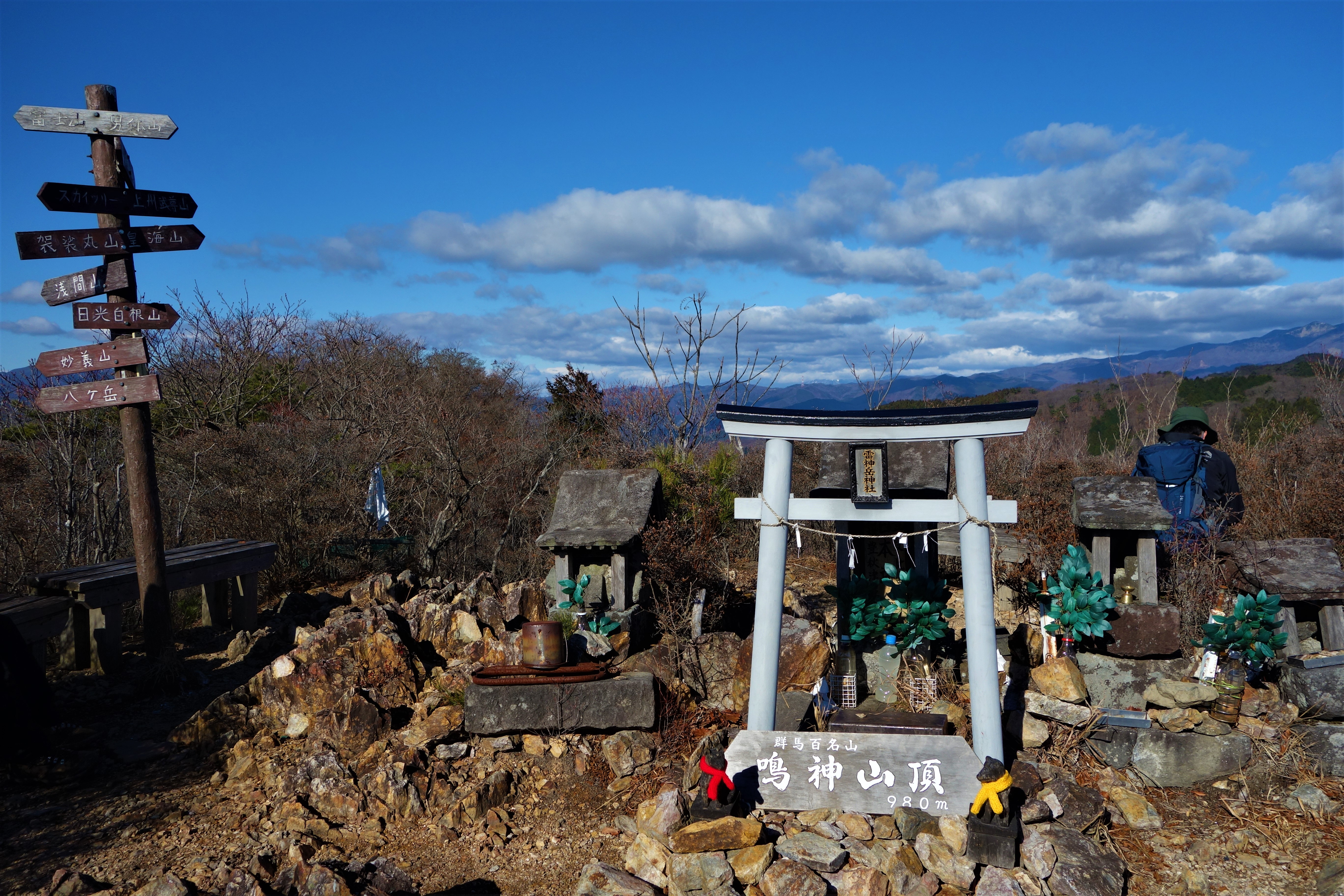
鳴神山（桐生岳）山頂
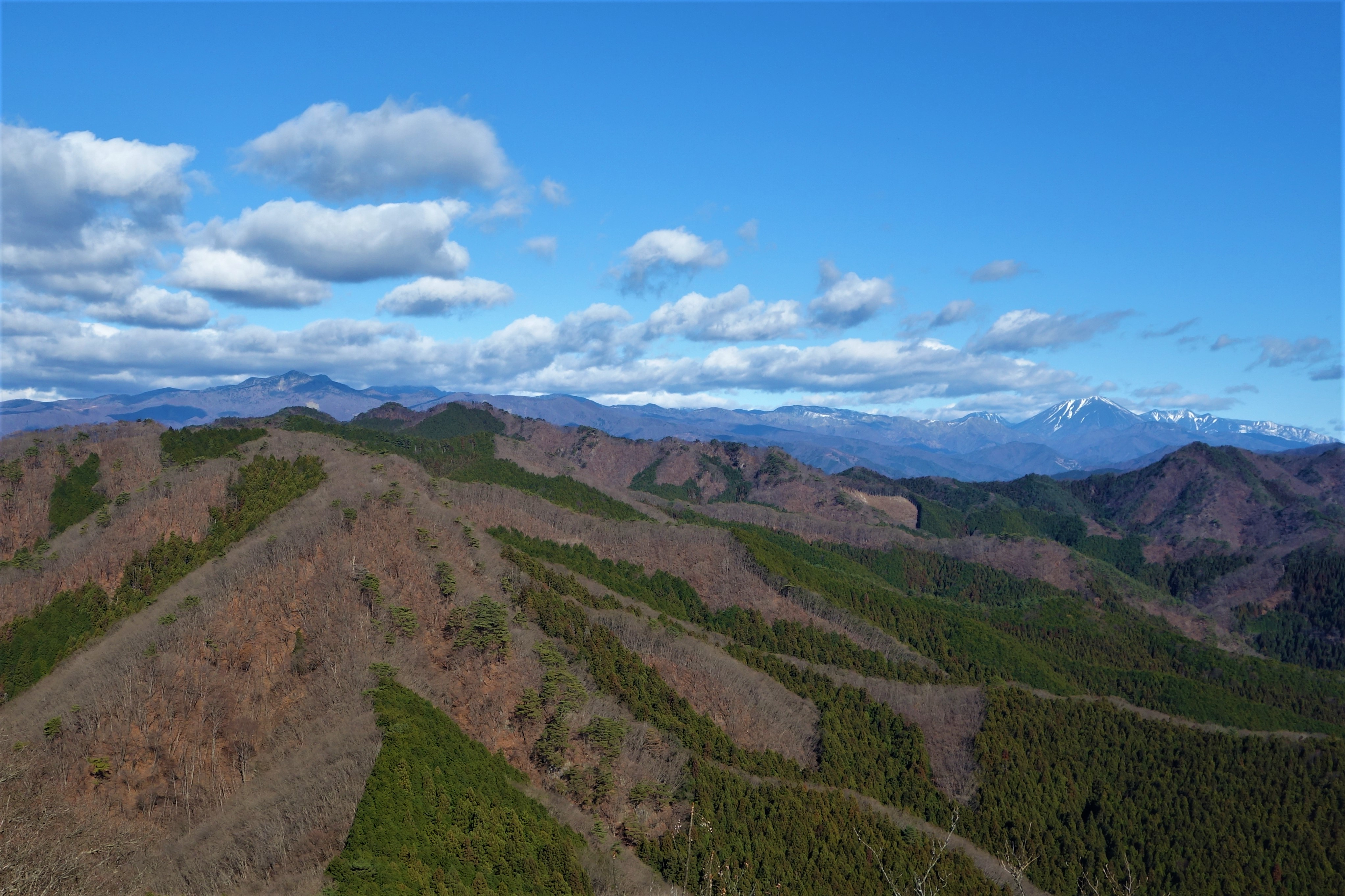
鳴神山から袈裟丸山・皇海山・日光連山
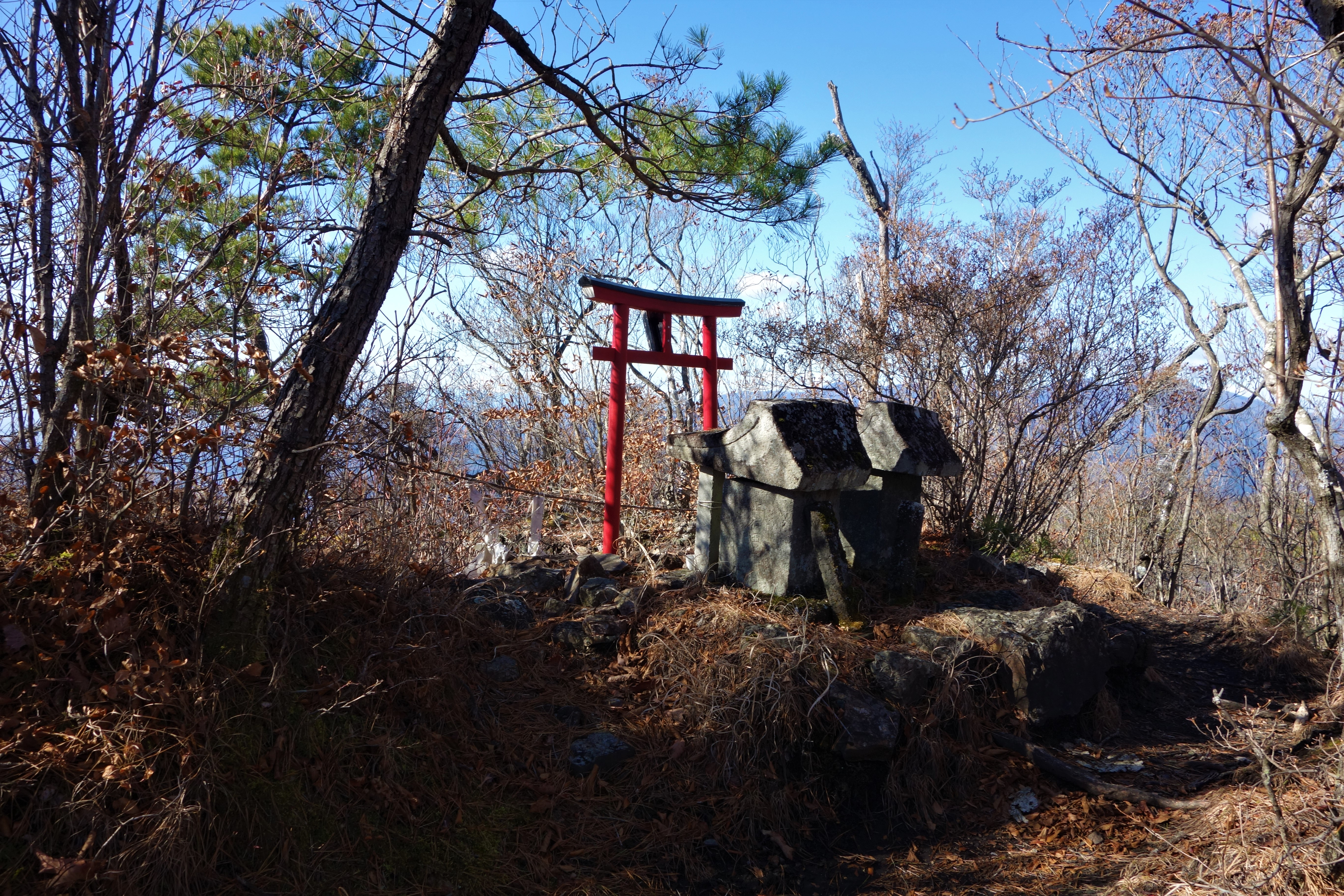
鳴神山（仁田山岳）山頂

## 近隣の山
- 根本山
- 大形山
- 荒神山
- 吾妻山